# Danodes plumata
Danodes plumata är en kräftdjursart som beskrevs av Wilson 1942. Danodes plumata ingår i släktet Danodes och familjen Rataniidae. Inga underarter finns listade i Catalogue of Life.